# بايرون داربي
بايرون داربي (بالإنجليزية: Byron Darby)‏ هو لاعب كرة قدم أمريكية أمريكي، ولد في 4 يونيو 1960 في لوس أنجلوس في الولايات المتحدة.

## وصلات خارجية
- بايرون داربي على موقع مرجع كرة القدم المحترفة.كوم (الإنجليزية)